# Dxun
Dxun is een fictieve maan uit de Star Wars-franchise. Het is de grootste van de vier manen van Onderon. Dxun bevindt zich in de Outer Rim en is net zoals Onderon bedekt met oerwouden en wordt bewoond door meerdere soorten roofdieren.
Dxun heeft geen natuurlijke bewoners buiten de flora en fauna. De fauna bestaat uit meerdere gevaarlijke diersoorten zoals de Boma, Cannok, Drexl, Maalraas, Skreev en Zakkeg.
De atmosfeer van Dxun lijkt op die van Onderon, maar Dxun heeft een nat klimaat. Daardoor en door de constante regen was het moeilijk om mechanische apparaten lang te laten werken zonder het vaak te moeten onderhouden. 
Dxun wordt gezien als maan van Onderon, maar zijn zo dicht bij elkaar en lijken zo op elkaar dat ze eigenlijk zuster-planeten zijn.
Dxun werd rond  3.956 BBY bewoond door Mandalorians onder leiding van Mandalore, beter bekend als Canderous Ordo. Tijdens de Onderon Civil War streden de Mandalorians aan de zijde van "The Exile" zoals te zien is in het spel Star Wars: Knights of the Old Republic II: The Sith Lords.